# عصفور الشجر الأوراسي

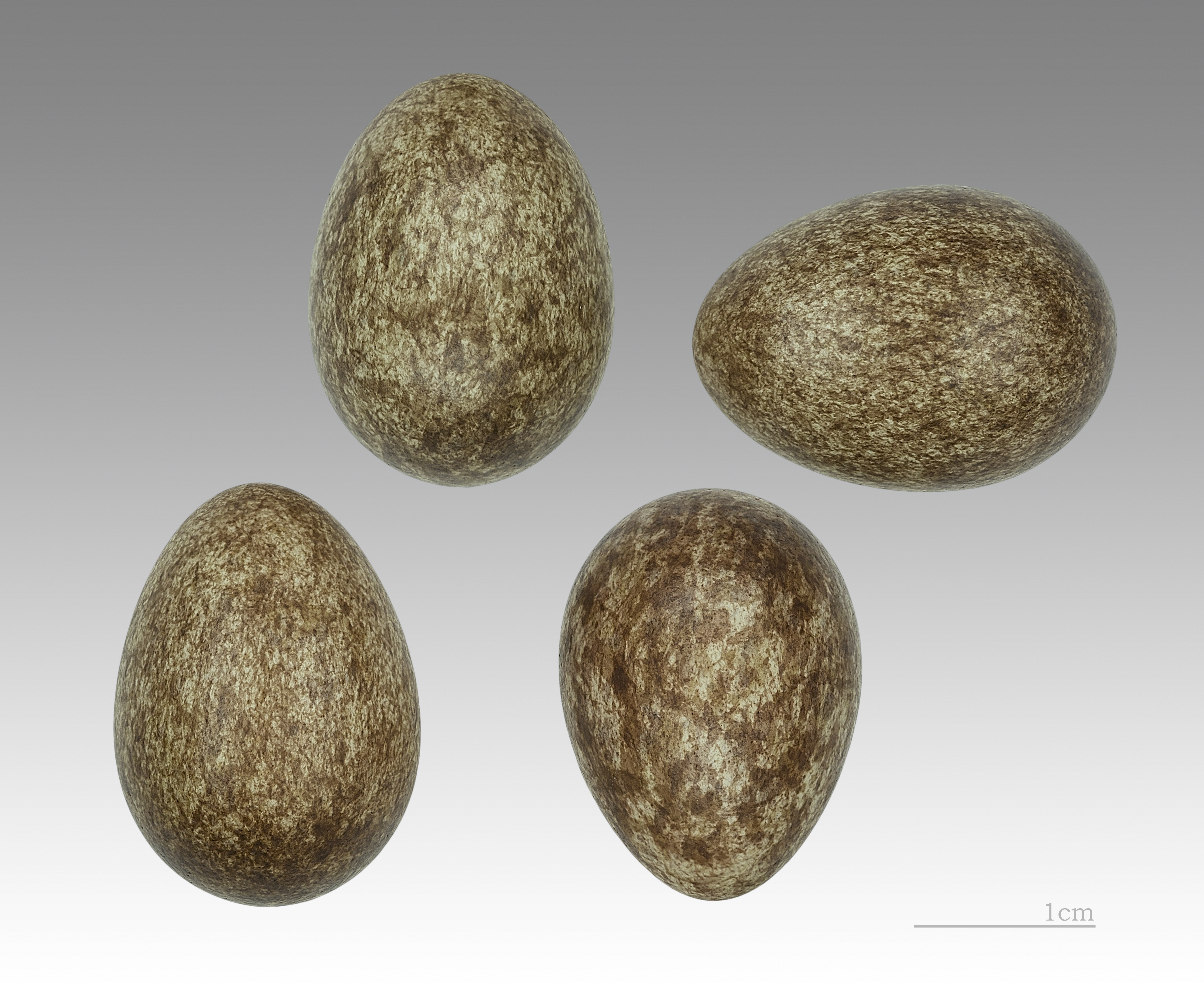
Passer montanus

عصفور الشجر الأوراسي أو عصفور البيادر أو العصفور الجبلي، يسمى خطأً بدُوري البَيَادر أو دُوري جَبَلي أو الدوري الأوراسي (الاسم العلمي: Passer montanus) (بالإنجليزية: Eurasian Sparrow)‏، هو نوع من الطيور يتبع جنس العصفور من فصيلة عصافير العالم القديم. ينتمي عصفور الشجرة إلي عائلة العصفوريات، وهو نوع من العصافير التي تتكاثر في معظم المناطق المعتدلة من أوراسيا، وجنوب شرق آسيا. يطلق عليه أيضاً عصفور الغابة أو عصفور الجبل. هو نوع من الطيور التي أدخلت إلى مناطق أخرى غير المناطق التي توجد فيها بشكل طبيعي. ذكرّه وأنثاه يشبهون بعضهم البعض. رقبته تكون لونها بني محمر، وعلي صدره بقعة سوداء، ويوجد أيضاً بقعة سوداء على كلاً من خديه البيضاوين. الاختلاف بين سلالات هذا النوع تكون طفيفة للغاية.
يصنع عصفور الشجرة عشه الغير منتظم من فجوات الشجرة الطبيعية أو الثقوب التي توجد في المباني أوالعقعق الأوربي أوالأوكار الكبيرة لألقالِق.يبيض في كل مرة من خمس إلي ستة بيضات، وتخرج صغار الطيور من البيضة خلال أسبوعين. يتغذى هذا النوع من العصافير في حقيقة الأمر علي البذور، ولكن يُلاحظ أنه يتغذى علي اللافقريات خاصةً في فترات التكاثر.دورة حياة عصافير الشجرة التي تموت بسبب الصيد من قبل جوارح الليل أو النهار، والأمراض، والعدوات ذات المصدر الطفيلي مثلها كأنواع الطيور الأخرى تستغرق حوالي ثلاث سنوات. يظهر هذا العصفور بأعداد كبيرة في بلدات، ومدن جنوب شرق أسيا، ويظهر أيضاً في أوروبا في الأراضي المشجرة بشكل قليل جيداً.عصفور بياغي هو منتشر للغاية في بلدات، ومدن أوروبا.التوزيع الكبير لعصفور الشجرة، وشعبيته الكبيرة ليست تحت التهديد بشكل عالمي، ولكن تغيير أساليب الزراعة في أوروبا علي وجه الخصوص كانت سبب في تناقص شعبيته.على الرغم من ظهور هذا النوع في شرق أسيا وأستراليا كحشرة فإنه شكل يتم تناوله بشكل متكرر إلي حد ما في الفن الشرقي.

## التصنيف
سلالة عصفور أسكي دنيا هي الباسير، ووفقاً إلي المصدر الذي يعتقد، ويحدد خروجها من أفريقيا هي مجموعة من الطيور أوتودجو الصغيرة التي تتضمن من 15 إلي 25 نوع. تتواجد الأنواع التي تُنسب لهذه السلالة في الأماكن ذات الأشجار القليلة، والمفتوحة، ولكن عصفور بياغي علي وجه الخصوص يتكيف مع الحياة في الأوساط التي يعيش فيها الأناس. معظم الأنواع يكون ارتفاع رقبتها من 10 إلي 12 سم بشكل نموذجي، وبشكل عام هي الطيور ذات الذيل المربع القصير، والطيور ذات المنقار المخروطى ذو العقب.هي الطيور التي تتغذى بشكل أساسي علي البذور الموجودة في المكان، بينما تتغذى علي اللافقريات في فترات التكاثر علي وجه الخصوص. وفقاً للأبحاث الجينية عصفور الشجرة كان قد انفصل قبل تباين عصفور بياغي، وباسير فلافيلوس، وعصفور سوغيوت في زمن مبكر إلي حد ما عن الأعضاء الأوراسين المتواجدين في السلالة نفسها. عصفور الشجرة لم تربطة صلة قرابة بعصفور الشجرة الأمريكي.
الاسم العلمي لعصفور الشجرة هو باسيرمونتانوس، ويتكون هذا الأسم من باسير التي تُعني بالاتينية «عصفور»، وكلمة مونتانوس التي تُعني «الموجود في الجبال» (كلمت مونس بالاتينية تُعني «الجبل»). كان قد تم تعريفه في باديء الامر عام 1758 من قبل كارل لينتايوس كفرينجيلا مونتانا في عمل بأسم سيستامي ناتيورائي ، ولكن كان قد تم تصنيفه ضمن سلالة الباسير الجديدة التي تم تعريفها عام 1760 من قبل فرانسيز زولوج ماثورين جاكويس بريسون، وأخراجُها من عائلة فرينجيلي دائى في فترة قصيرة مع عصفور بياغي. كان قد مُنح أسم عصفور الشجرة بسبب تفضيله عمل عشه في فجوات الأشجار، ولكن هذا الأسم أو الأسم العملي لا يوضحان مجالات الحياة التي يفضلها هذا النوع. الأسم الأقرب إلي هذا هو عصفور الحقل الذي أعُطى باللغة الألمانية إلي هذا النوع.

## علاقة عصفور الشجرة بالبشر
يُنظر إلى عصفور الشجرة كحشرة في بعض المناطق؛ لأنه يلحق الضرر بكثير من المحاصيل الزراعية في أستراليا، ويُحظر إدخال هذا النوع إلى غرب أستراليا في إطار قواعد الحجر الصحي.
كان قد تسبب طعام حشرات عصفور الشجرة في استخدامه في الفلاحة من أجل التخلص من ضررالهليون، ومن حشرات شجر الفاكهة الخاصة بهذا الطائر.
كانت قد استُخدمت رسومات فنانين مثل هيروشيجا في الطوابع البريدية لأنتيجوا، وباربودا، وجمهورية وسط أفريقيا، والصين، وغامبيا. بالإضافة إلى استخدام رسومات أكثر بساطة في الطوابع البريدية لروسيا البيضاء، وبلجيكا، وكامباتشيا، وإستونيا، وتيوان). كانت قد رُسمت الرقصة اليابانية التقليدية سوزومى أودوري التي نجمت عن رفرفة عصفور الشجرة من قبل فنانين مثل هوكوسال.
عمل مائو زيدونج في الصين على تقليل الضرر الذي يلحق بالمحصول، والذي يُقدر ب 4,5 كيلو جرام من الحبوب في العام عن طريق إرهاق الطيور وقتلها بمساعدة الفزاعات، وتحريك حوالى 3 ملايين إنسان في إبريل عام 1958.تسببت هذه الحملة التي تسمى بحملة العصافير الكبيرة، والتي كانت ناجحة في البداية في زيادة قلة المحاصيل بسبب الجراد الذي يأكل الطيور، وعدد الحشرات الضارة، وتسببت تلك الحملة أيضاً في موت 30 ميليون إنسان مما أدى إلى حدوث نقص شديد ظهر ما بين عامى 1961 و1959.

## الخصائص الفزيائية
عصفور الشجرة هو طائر يصل وزنه إلى 24جم، وتصل مساحة جناحه إلى 21سم، ويتراوح طوله مابين 12,5إلى14سم. هو أصغر من عصفور بياغي بحوالى 10% من ناحية الوزن. الطيور الكهلة يكون لون رأسها وعنقها أحمر كستنائي، ويوجد بقعة سوداء لكلاً من أذنيها على هيئة كُلية صغيرة على كلاً من وجنتيها الناصعة البياض.الفك، والعنق، والمنطقة ما بين المنقار والعنق تكون سوداء اللون.ريشه العلوي يكون لونه بني فاتح، وبه خطوط سوداء.يظهر على كلاً من جناحيه البنيين اللون هالتان بيضتان واضحتان.قدميه يكون لونهما بنى كامد، ويتحول لون منقاره الذي يكون أزرق مائل إلى لون الرصاص صيفا إلى الأسود شتاء. يتسبب عدم وجود فرق بين الذكر والأنثى من ناحية المظهر الخارجي في جذب الأنتباه حتى إلى السلالة نفسها.الطيور الشابة تُشبه الكهلة، ولكن يمكن أن تكون ألوانها باهتة قليلا. يمكن أن يُميز بسهولة بفضل الألوان الموجودة في وجهه. يفيد رأسه البنية اللون بدلا من اللون الرصاصى، وقامته القصيرة في تمييزه عن عصفور بياغي. تُغير عصافير الشجرة الكهلة والشابة كل ريشها ببطء إلى حد ما طوال فصل الخريف، ويزداد وزنه في حالة ما إذا قل الزيت الموجود في جسده.السبب الرئيس في زيادة وزنه هو الزيادة التي تظهر في حجم الدم من أجل زيادة نمو الريش الفعال. في حقيقة الأمر لا توجد نغمة واحدة لشدو عصافير الشجرة، ولكن توجد صيحة رقيقة، ومضطربة يخرجها الذكور الذين يغازلون الأناث، ويصنعون عشهم. بقول أخر التغريد يستخدم في العلاقات الاجتماعية، وصيحة الطيران هي صوت تشنج حاد، وفي محاولة للمقارنة بين أصوات عصفور الشجرة الذي تم وضعه في ميسوري، والذي يعيش في ألمانيا كان قد تم تحديد أن الطيور التي تم وضعها في ميسوري تمتلك نوع المقطع الذي يتم التشاطر فيه بشكل أقل.يُعتقد أن سبب هذا هو فقدان الاختلاف الجينى بسبب قلة أعداد الطائر الذي تم جلبه إلى أمريكا الشمالية.

## الطعام
عصفور بياغي هو نوع يتجول من أجل البحث عن الغذاء في هيئة أسراب مع طيور مثل إسبينوز، وعصفور بياغي الذي يتغذى على البذور، ويعيش في الأرض.يتغذون على بذور الأعشاب مثل القرنفليات، وشينوبودى أويديا أي. بالإضافة إلى انهم يستفادوا من أماكن توزيع الغذاء الخاص الذي تم أعداده من أجل الطيور.يتغذى الصغار في فترة التكاثر على وجه الخصوص على اللافقاريات في فترات التغذية مع الغذاء الحيوانى بشكل أساسى.يمسكون بالافقريات أمثال تاهتاكوروسو، وكركاياك، وتشييان، وأورومجيك، وأوبيلي أونيس. يعمل الكهول على صيد الافقريات في الحقول المختلفة، والمشبعة بالماء من أجل تغذية الصغار الذين خرجوا حديثا من البيضة.الحقول المشبعة بالماء تكون هامة من أجل إمكانية اصطياد اللا فقريات المناسبة، والمختلفة، والكافية لزيادة فرصة نموصغار هذا النوع، والذي يتميز بفترة تكاثر طويلة . تأتى حقول الفلاحة المُستخدمة على رأسهم، وتعد مصدر غذاء جيد. لم تعُد تلك الحقول تسطيع توفير الغذاء الكافى نظرا ًلتغيير أساليب الزراعة. تعد مصادر البذور عامل مُحدد، وهام في شهور الشتاء. أثناء هذه الفترات يتم وضع التسلسل الخطي بين أفراد السرب، ولكن لا توجد علاقة بين هذا التسلسل وطول البقعة التي توجد على العنق.في حين أن الصراعات التي تُقام من أجل الحصول على الأفضلية يمكن أن تقل بظهور بقعة العنق لأن حجم بقعة العنق هو مؤشر على قيمة الانتخاب. يؤثر الصيد على إستراتيجيات التغذية الخطرة .كانت قد أوضحت دراسة أن العصافير تأتى إلى مصادر الغذاء في هيئة أسراب صغيرة مهما كان بعدها عن ملاجئهم، وتقضون وقت قصير هناك، وهم متيقظين للغاية .تتغذى العصافيرإما عن طريق البحث عن الغذاء مباشرة أو عن طريق الالتحاق بأعضاء السرب الذي وجد مصدر للغذاء من قبل .واحتمالية التغذية بواسطة تعقب أعضاء السرب في مصادر الغذاء الموجودة في الحقول المفتوحة يكون أقل من 30%.ويُعتقد أن سبب هذا لم يكن متعلقا بالحذز من الجوارح، ولكن سبب هذا هو استخدام مصادر الغذاء الخطرة من قبل أفراد تمتلك احتياطي منخفض من الزيت.

## صائدو عصفور الشجرة
يتم اصطياد عصافير الشجرة من قبل الباز، والبوم، والصقور المختلفة مثل صقر بياغي، وعوسق بياغى، وكوكوماف. يمكن اصطيادهم أحياناً من قبل القالق، وبومة الغابة ذات الأذن. لم يواجه خطر كبير من ناحية الصيد أثناء امتلاكه للريش خلال فصل الخريف على الرغم من تطاير القليل من ريشه. يمكن أن يتم سلب أعشاشه من قبل العقاعق، والغربان، وأبناء العرس، والفئران، والقطط، والأفاعى. يظهر نوع القملة للعديد من الطيور في أعشاشها وأيضاً في الطيور نفسها. يُعتقد أن عقاقير سلالة الكنميدكوباتس سبب في الأوبئة التي ستتركها الأفات في الأصابع والأقدام في الأماكن السكنية. يعتقد أن تشوش الصغار الذين خرجوا من البيضة حديثا بواسطة يرقات جوك سينك يُشكل عامل مهم في موت هؤلاء الصغار. لا يؤثر حجم الصغير في البيضة في موته، ولكن ينمو الصغار الذين يخرجون من البيضة بحجم كبير بشكل أسرع. تتعرض عصافير الشجرة في الوقت نفسه أيضاً إلى العدوات البكتيرية، والفيروسية.كان قد ظهر أن الباكتيريا هي عامل مهم، ومؤثر في نسب موت الصغار الذين خرجوا حديثا من البيضة أو عدم خروجهم من البيضة. كما قد تم تسجيل وقعائع موت جماعي في اليابان بسبب عدوة سالمونيلا، وقد تم إجاد الطفيليات الخاصة بملاريا الطيور في دم الكثير من السكان، وقد تم التصريح بأن الطيور قامت بنقل فيروس أنفلونزا الطيور في الصين. تأتى عصافير الشجرة على رأس الحيوانات التي تُقتل بواسطة الحوادث في شوارع أوروبا. أطول فترة حياة سُجلت له هي 13,5 سنة ، ولكن فترة الحياة النموذجية تقرب من ثلاثة سنوات.

## أماكن تواجدها
حقل التكاثر الطبيعى لعصفور الشجرة هي منطقة معتدلة تمتد من الجنوب الشرقي إلى الجنوب الموازى للشمال بدرجة 68درجة في أوروبا، وأسيا إلى جافا، وبالى في الجنوب الشرقي لأسيا.كانت تتكاثر عصافير الشجرة في مناطق جزر فارواي، ومالطا، وجوزو التي تأتي على رأس تلك المناطق. يتواجد عصفور الشجرة في المناطق المعتدلة لأسيا الجنوبية. يقطن عصفور الشجرة في معظم مناطق توزيعه، ولكن تهاجر مجموعات الطيور التي تقطن في أقصى الشمال إلى الجنوب، عدد قليل من الطيور تهاجرمن أوروبا الجنوبية إلى أفريقيا الشمالية، والشرق الأوسط. يصل النوع السادس ب.م ديلوتوس الذي يعيش في الشرق شتاءً إلى شواطئ باكيستان، ويهاجر ألاف الطيور من هذه السلالة في الخريف مباشرة إلى الصين. أُدخل عصفور الشجرة إلى مناطق أخرى بخلاف المناطق التي يتواجد بها بشكل طبيعي، ولكن هو نوع لم يتمكن دائما من المقاومة، وربما يعود ذلك إلى المنافسة التي تنشب بينه وبين عصفور بياغى .لم يتمكن أيضاً النوع الذي تم إدخاله إلى بنجاح إلى ساردينيا، وشرق أندونيسيا، والفليبين، وميكرونيزيامن المقاومة في ياني زيلاندا، وبرمودا.تُكون الطيور التي تم نقلها بواسطة السفن مستعمرات في بورنيو .هذه العصافير هم ضيوف يلتقون بالصدفة في جبل طارق، وتونس، والجزائر، ومصر، وأسرائيل، ودبى. كان قد أستقر عصفور الشجرة في الجنوب الشرقي لست.لويس، وألينويس، ولووا لمدة تقرب من 15,000عاما في أمريكا الشمالية.كانت قد تكاثرت تلك العصافير من 12 طير تم إحضارهم من ألمانيا، وأطلق سراحهم في الطبيعة في نهاية شهر أبريل عام 1870 . يعيش عصفور الشجرة الذي يقطن في الحقول المحدودة في الولايات المتحدة الأمريكية في المناطق المشجرة، والأراضي الزراعية، وكثير من الحدائق من أجل التنافس مع عصفور بياغي في حقول المدينة. يطلق أحياناً على عصفور الشجرة الذي يعيش في أمريكا أسم العصفور الألمانى باللغة الأنجليزية. يوجد عصفور الشجرة في جاللير الجنوبية الجديدة، والبلدات الشمالية، والوسطى لفيكتوريا، وميلبورنا في أستراليا.عصفور الشجرة الذي يأتى من جنوب شرق أسيا بواسطة السفن هو نوع يُحظر في غرب أستراليا. على الرغم من أن أسمه العلمي هو باسير مونتانوسفإنه نوع لا يعيش في الجبال، ويوجد على أرتفاع 700متر فقط في السويد، ولكن يتكاثر القوقازون على ارتفاع4.270 متر في نيبال، وعلى أرتفاع 1.700متر في شمالها. يظهر في الأراضي المشجرة المفتوحة أو في الأماكن التي تكثر فيها أشجار الصفصاف، والتي توجد على ضفاف الأنهار الجارية ببطء، وفي المبانى الفارغة، والسواحل الصخرية بكثرة في أوروبا. يُفضل عصفور الشجرة عمل عشه في الحقول الرطبة للغاية، ويبتعد عن الحقول المستخدمة بكثرة في الزراعة. يبنى كلا النوعان أعشاشهم في الأماكن التي تتواجد بها القليل من الأشجار مثل مغولستان في أماكن مبانى الأُناس. في الوقت الذي يعتبر فيه عصفور الشجرة نوع من الطيور الخاص بالمناطق الريفية في أوروبا يكون أيضا ًطير خاص بالمناطق الخضرية في شرق أسيا.أما في وسط وجنوب أسيا يظهر كلا النوعان من العصافير في القرى والبلدات. يمكن رؤية عصفور الشجرة، وعصفور الصفصاف معاً في حقول الإستيطان في بعض مناطق البحر الأبيض المتوسط مثل إطاليا. أما في أستراليا بينما يعد عصفور الشجرة نوع من الطيور التي تعيش في المدن يتواجد عصفور بياغى في الحقول الريفية.

## الحماية من الأعداء
الحقول التي تعيش فيها عصافير الشجرة بشكل طبيعي تكون كبيرة للغاية، ولكن لم تُحدد بشكل تام حتى يومنا هذا.لم يمكن معرفة أعداد عصفور الشجرة في العالم أيضا بشكل دقيق، ولكن يعتقد أن عددهم في أوروبا يصل من 52إلى 96مليون نسمة.على الرغم من عدم تحليل أتجاهات كثافتهم فإنه يُعتقد أن عدم توفير النوع لمعيار التقليل في الكثافة بأكثر من30% في الثلاثة أجيال الأخيرة أو في العشر سنوات التي تعد معيار الدخول في القائمة الحمراء للاكن.لهذه الأسباب يتم تقيم وضع الوقاية لهذا النوع بمثابة الحد الأدنى من القلق.إذا زادت الحقول التي يعيش فيها عصفور الشجرة في شمال وشرق أوروبا يظهر أنخفاض في أعداد عصفور الشجرة كما يظهر أنخفاض في الأنواع الأخرى التي تتغذى من الحقول مثل طائر تارلا، وطائر تارلا كيراز، وطائر بياغى كيز. كان قد حدث أنخفاض بنسبة 28%في عدد الطيور التي تحصل على غذائها من الحقول ما بين عامى 1980 و 2003. كان قد أخذ الوضع أبعاد جدية خاصة بحدوث أنخفاض بنسبة 95% بين عامى 1998 و1970 في بريطانيا العظمى. كان قد تبقى زوجين فقط من عصفور الشجرة ما بين 1,000و1,500 في نهاية التسعينيات في ايرلاندا. يمكن أن يرجع سبب هذه التموجات في جزر بريطانيا إلى أسباب طبيعية. كلما قلت أعداد هذا الطائر أزداد أداء التكاثر بشكل نسبى، ويظهر أيضاً أن سبب هذه الانخفاضات لم يكن أداء التكاثر. سبب هذا الانخفاض الكبير في أعداد عصفور الشجرة هو انتشار المبيدات التي تستخدم من أجل القضاء على النباتات الضارة على وجه الخصوص، وكثافة أساليب الزراعة، وحرث الحقول في الخريف بدلاً من الربيع الذي يؤدى إلى عدم بقاء الجُزامات التي تعد المصدر الغذائى للطير في الحقول بقدر كافى.كان قد تأثر أيضاً انخفاض مصدر الغذاء الخاص بالحشرات، والذي يعد ضرورى من أجل الصغار بإبادة الحشرات الضارة على وجه الخصوص.

## التكاثر
يتمكن عصفور الشجرة من التكاثر بعد مرور عام على خروجه من البيضة. يتزوج عصفور الشجرة في الثقوب الطبيعية التي تتواجد في الصخور أو في فجوات الأشجار بشكل نموذجى .يمكن أن تصنع بعض الأنواع أعشاشها بين الجذور خارج الأدغال، وليس في الفجوات، والثقوب. يمكن أن تُستخدم من أجل عمل الأعشاش في أسقف الشرفات وأعلى أشجار النخيل في المناطق الأستوائية  أو في الفراغات التي توجد في اسقف المنازل. يمكن أن تتكاثر عصافير الشجرة أيضاً في عش العقعق الأوروبى الغير مستخدم، والذي يشبه القبة  أو في عش اللقلق  أونسر البحر بياغى أو نسرالسمك أو الحدأة السوداء أو البلشون الرمادى.يعمل عصفور الشجرة أحياناً على الحصول على أعشاش طيور مثل عصفور الريف، وعصفور البيت، وعصفور الرمل، وطير النحل الأوروبى.يمكن أن يتكاثر الثنائى بمفردهم أو في شكل مجموعات، ويمكن أن تستخدم أعشاش الطيور التي تم صنعها من أجل الطيور.وفقا إلى دراسة تمت في إسبانيا إتضح أن الأعشاش التي تم صنعها من الأخشاب والأسمنت تُستخدم أكثر من الأعشاش التي تصنع من الأخشاب فقط (نسب الأستخدام هي %33.5 و76.5 % على التوالي)، وتبيض الطيور في وقت مبكر في الأعشاش التي تُصنع من خليط من الأخشاب والأسمنت، كما أن فترة الفقس تستمر لوقت أقصر، وتبيض الطيور عدد أكبر من البيض، ويفقس البيض أثناء فترة التكاثر.إذا لم يُظهر عدد البيض، ووضع الأعشاش الفرق بين نوعى الأعشاش يُعتقد أن نسبة نجاح التكاثر تكون أعلى في الأعشاش الصناعية نظراُ إلى أن الأعشاش الصناعية تصل درجة حرارتها إلى 1.5 درجة مئوية لأنها تُصنع من الأخشاب. يُنادى الذكر في الربيع زوجة بواسطة التغريد الذي يقوم به بالقرب من العش من أخل امتلاك العش، والزواج.يمكن أن ينقل في نفس الوقت أيضاً الأدوات الجديدة من أجل العش. يكرر عمل المسيرة والعش أيضاً في الخريف.يُفضل الصغار الذين خرجوا من البيضة حديثا أعشاش عصفور الشجرة القديم من الجل المسيرة التي تحدث في الخريف.تستخدم الأعشاش الجاهزة، والفارغة ، والأعشاش المستخدمة من قبل أنواع مثل عصفور بياغي، وباشتانكارا، وكارا سيناك كابان، وبياغى كيزيل كويروك نادرا ًمن أجل تظاهرة الخريف. يتكون العش الغير منتظم من أدوات مثل التبن، والعشب، والصوف، وأدوات أخرى، ويغلف داخله بالريش الذي يفيد في عزل الحرارة. يتكون العش المكتمل من ثلاثة أجزاء هي الأرضية، والغلاف الداخلي، والقبة. يبيض عصفور الشجرة في المرة خمس أو ست بيضات. البيضات يكون لونها رمادى كامد أو أبيض، ويظهر فوق البيضة عدد كبير من النقط أو الرقط الصغيرة الحجم. يصل حجم البيضة إلى 2.1جم، ويبلغ طولها 20×14 مم. القشرة تمثل حوالى 7%من وزنها. يحتاج الصغار سواء الأناث منهم أو الذكور الذين خرجوا من البيضة إلى الغذاء بعد أن يفقس البيض، وذلك يستغرق من 12 إلى 13 يوم، ويكبر الصغار في فترة تتراوح من 15 إلى 18يوم.يفقس البيض من أثنين إلى ثلاث مرات في العام. تبيض الطيور التي تتكاثر في شكل جماعى عدد كبير من البيض أكبر من الطيور التي تتكاثر بشكل ثنائى في المرة الأولى، ولكن في المرة الثانية، والثالثة التي يفقس فيها البيض يتحول هذا إلى العكس. يبيض الأناث الذين تزوجن عدة مرات أعداد كبيرة من البيض، وتستغرق فترات الفقس وقت أقصر. تظهر قيمة هامة للتزاوج الخارجي.كان قد وُجد في دراسة تمت في المجر أن يتكاثر 99% من الصغار من الذكور عن طريق التزاوج الخارجي، والصغار الذين خرجوا من البيضة هم الصغار الذين جاءوا عن طريق تزواج خارجي، وينطبق ذلك على الأقل على حوالى 20%من الصغار. كان قد ظهر التهجين بين عصفور الشجرة، وعصفور بياغى في العديد من الأماكن .الذكور المهجنين يشبهون عصفور بياغى أما الأناث يشبهون عصفور الشجرة.

## الأنواع الستة
يظهر هذا النوع الذي يتميز بتوزيعه الواسع اختلاف طفيف للغاية، والاختلافات التي توجد بين سلالاته التي يبلغ عددها ثمانية سلالات، والذين عُرفوا من قبل كليمينت تكون صغيرة للغاية.كان قد تم أيضاً اقتراح خمسة عشر سلالة على الأقل، ولكن يُعتقد أنهم كونوا فصائل تداخلت مع السلالات الآتية.
- . ب.م مونتانوس: تتواجد السلالة التي يطلق عليها ب.م مونتانوس في الجنوب الغربي لإبر ياريم داشي، واليونان، وفي أوروبا خارج حدود يغوسلافيا القديمة .تتواجد هذه السلالة من شرق نهر لينا في أسياإلى المناطق الشمالية لتركيا، وفي القوقاز، وفي كازاكيستان، ومغولستان، وفي كوريا.

.ب.م ترانسكوكاسيكوس: هي السلالة التي تم تعريفها عام 1906من قبل سيرجاى أليكزاندرو فيش، وتتواجد هذه السلالة في المنطقة التي تمتد من جنوب القوقاز حتى شمال إيران في الشرق.هذه السلالة يكون لونها رمادي، ولونها يكون كامد أكثر من السلالة الأصلية.
- .ب.م ديلوتوس: هذه السلالة تم تعريفها عام 1856 من قبل شارليز والاكا ريتشموند.تعيش هذه السلالة في أقصى الشمال الشرقي لإيران، وفي شمال باكيستان، وفي الشمال الغربي للهند.تظهر أيضاً هذه السلالة من أوزباكيستان، وتاجاكيستان في الشمال إلى الصين في الشرق .يميل لون الريش العلوى لهذه السلالة إلى لون الرمال، ويكون كامد أكثر بالنسة لب.م مونتانوس.[87]
- .ب.م تيباتانوس: كان قد تم تعريف هذة السلالة التي تعد أكبر فصيلة عام 1925 من قبل أستوارت بيكير.تتواجد في الشمال الغربي للصين، والتبت مباشرة من نيبال إلى الشرق في شمال الهيمالايو.تشبه سلالة ب.م ديلوتوس، ولكن لونها يكون أغمق.[87]
- .ب.م ساتوراتوس: كان قد تم تعريفها عام 1885من قبل ليونهارد هيس أستيجنيجير. تتواجد في ساهالين، وجزر كوريل، واليابان، وتيوان، وكوريا الجنوبية .لونها بنى أغمق من السلالة الأصلية، والمنقار يكون أكبر.[87]
- .ب.م مالاكانسيز: كان قد تم تعريف هذه السلالة عام 1885 من قبل ألفونس دوبويس.تتواجد في إندونيسيا، وهاينان مباشرة من جنوب الهيمالايا إلى الشرق.هي فصيلة لونها غامق مثل ب.م ساتوراتوس، ولكنها أصغر، وريشها العلوى به خطوط أكثر.[87]
- .ب.م هيباتيكوس: كان قد تم تعريفها عام1948 من قبل سيدنى ديلون ريبلاى .يتواجد في المنطقة التي تمتد من الشمال الشرقي لأسام إلى الشمال الغربي لبورما.تشبه فصيلة الب.م ساتوراتوس، ولكن رأسها وريشها العلوى يكونان أكثر أحمرارا.[87]

## معرض صور

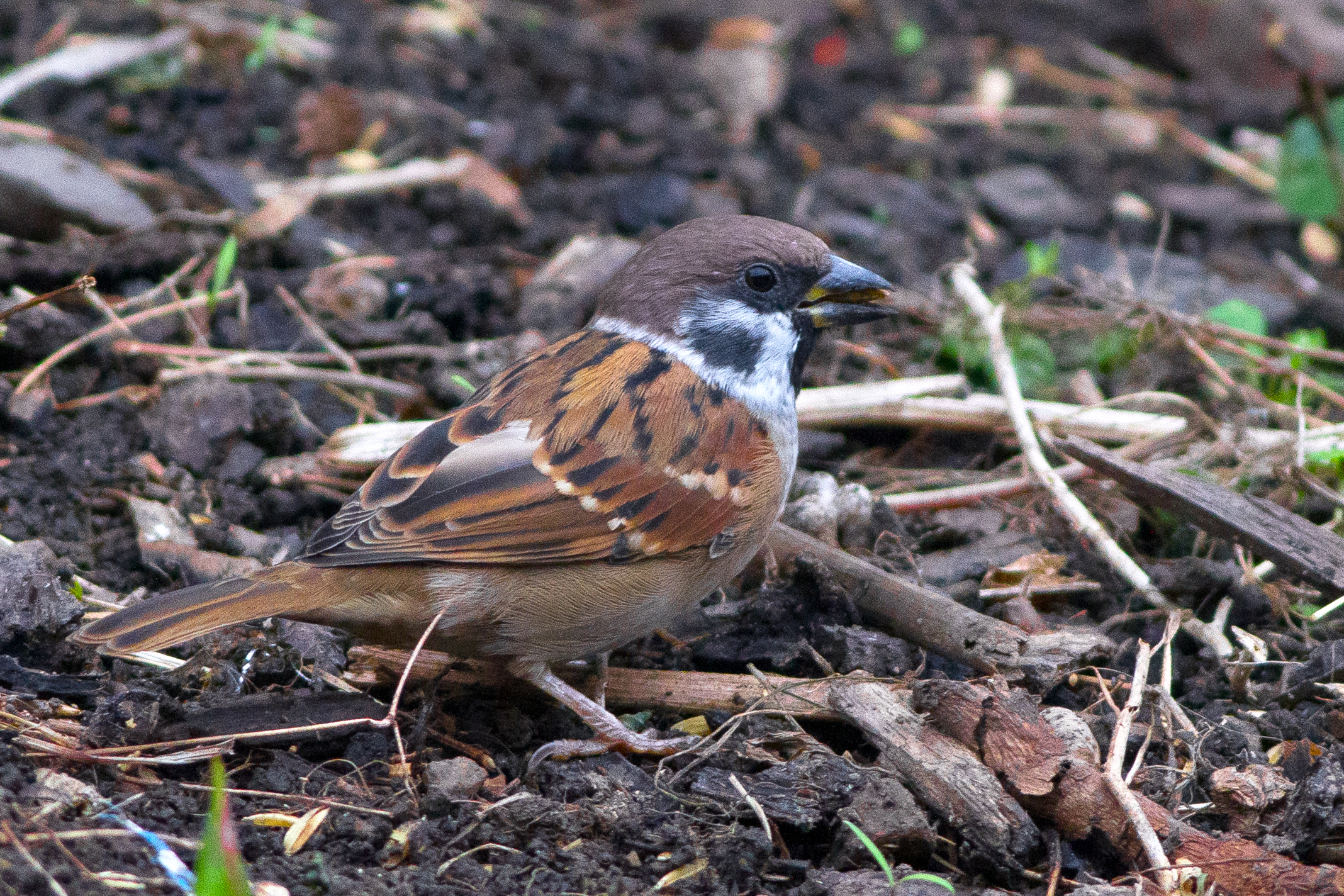
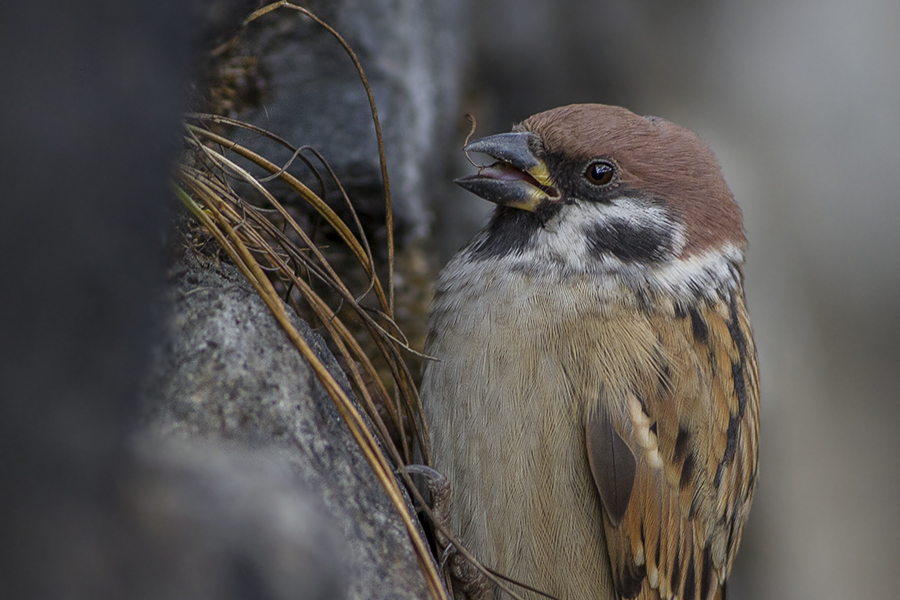
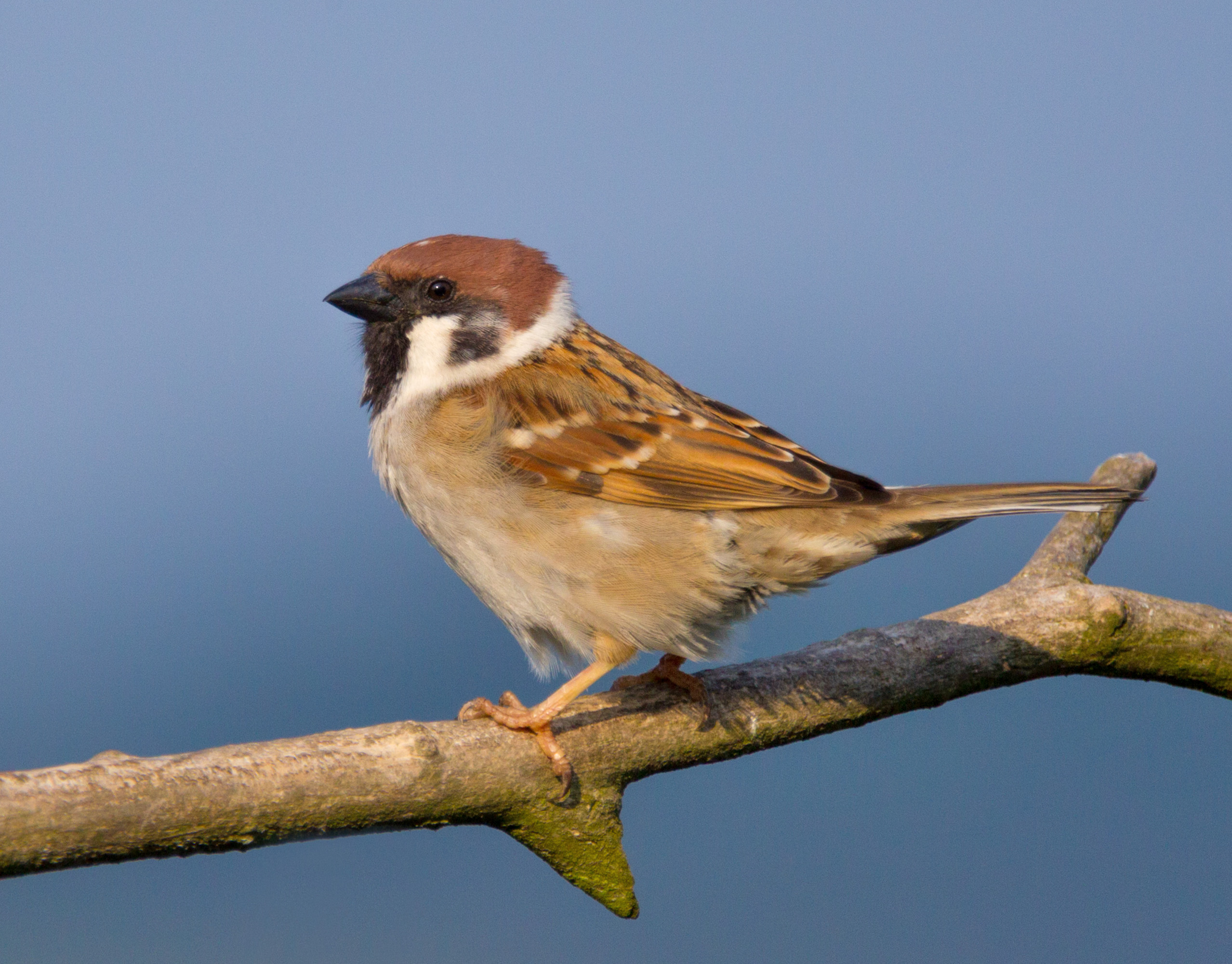
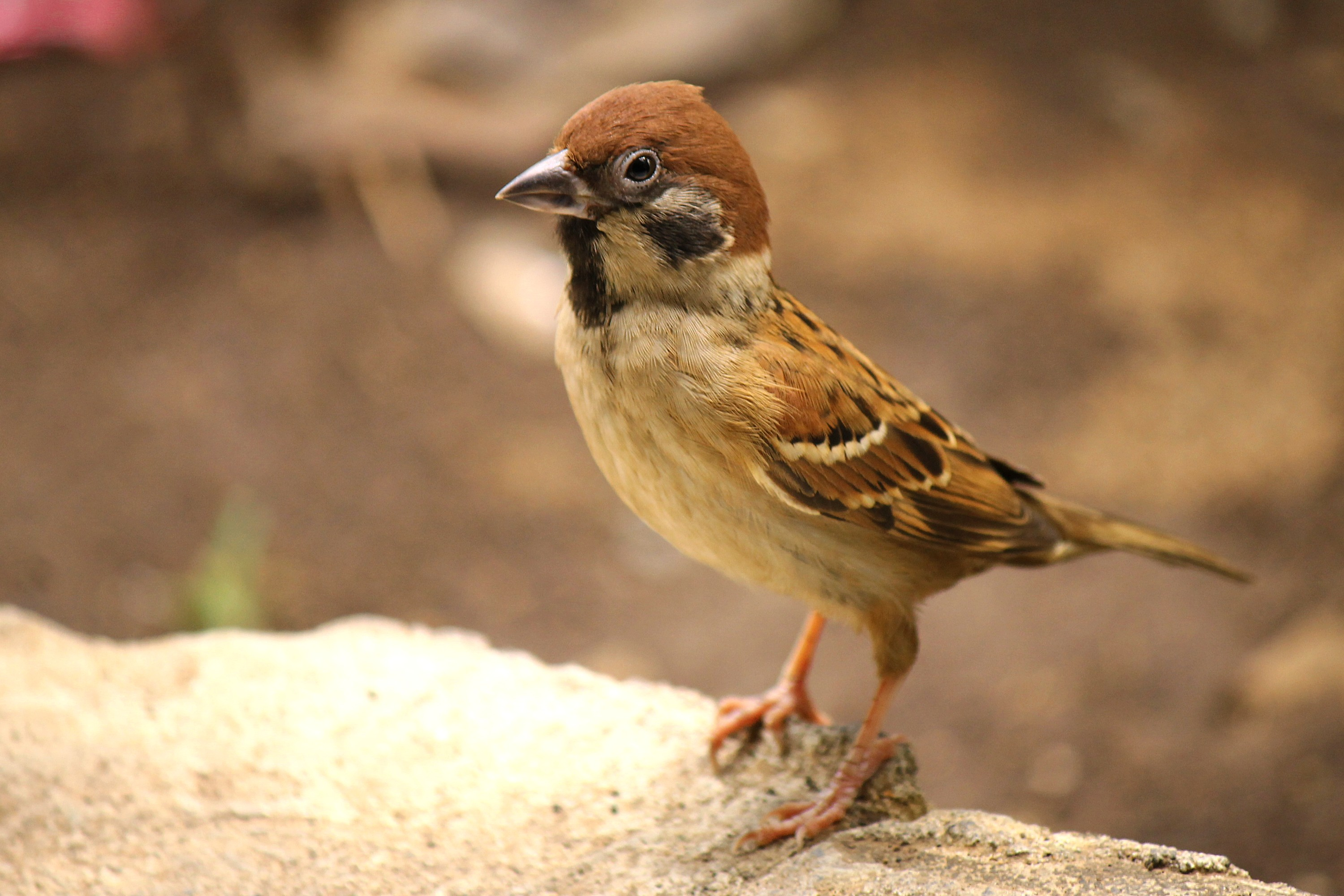